# SpicyTrad
SpicyTrad（スパイシートラッド）は、Adobe InDesignを組版エンジンとして使用した、スパイシーソフトが開発・販売するWindows版の自動組版ソフトである。
スパイシーソフトの自動化ソフトにおいて、SpicyLibraCSが固定レイアウトへのデータの流し込みを基本的な考え方としたのに対し、非定形レイアウトのページ物を作成することに主眼を置いた自動組版ソフトである。
SpicyTrad は、その名のとおり、「Traditional」をDTPに取り入れたもの。すなはち、電算写植の組版コマンドでの入力を可能とし、「入力 - 組版 - 修正」というワークフローを再活性化することを狙っているものである。

## 履歴
- SpicyTrad Ver1.0 2004年12月発売
  - InDesignCSJ対応(.NET Framework1.1)
- SpicyTrad Ver2.0 2006年12月18日発売
  - InDesignCS2_J対応(.NET Framework2.0)
- SpicyTrad Ver3.0 2008年6月5日発売
  - InDesignCS3_J対応(.NET Framework3.5)

## 特徴
1. 約200種類の組版コマンドのイメージを外字として供給。
2. スクリーンキーボードやダイレクトキーにて、通常の文字入力と同じに、入力ができる。
3. InDesignの文字パレット、段落パレットの基本組版機能をコマンド化したため、InDesign操作との違和感が小さい。
4. InDesignのスタイル属性である段落スタイル、文字スタイルを最大限利用し、そのスタイル設定を呼び出すということが基本なので、段落や文字の属性変更といった修正が容易に可能。
5. ページ物には切っては切れないページ要素である、柱、ノンブル、爪、注（頭注、脚注、傍注）など、InDesignの機能を大幅に拡張して、実際のページ物処理に対応。
6. 「リスト」、「見出し」といった、通常、多用する組版機能も、InDesignの機能を拡張あるいは新設。
7. 枠（フレーム）は、固定枠、浮動枠、成り行き枠、移動枠に、写真などの枠をグルーピングする場合に使用する「グループ枠」を用意。しかも、枠の泣き別れに対応。枠には、画像、テキストが貼り込み可能。
8. 段落の、あふれ処理にも対応。オーバーセットを平体・長体で詰め込み処理可能。
9. 索引キーで、索引・目次に利用する文字列、ノンブルをテキストデータとして書き出すことが可能。ユーザーの自由な索引、目次処理に利用可能。

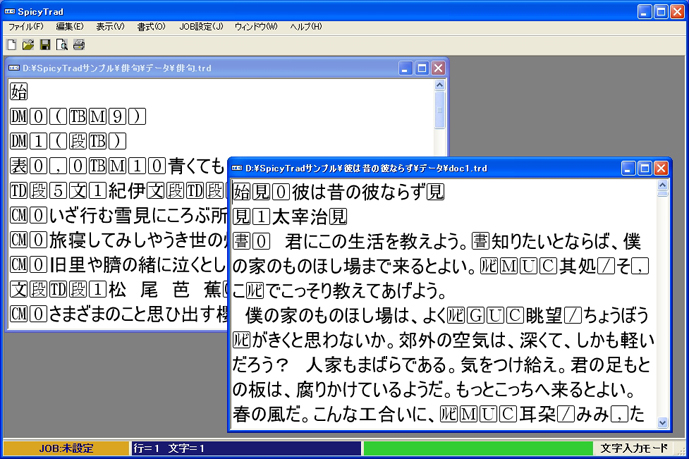
組版コマンドを伴ったデータ入力・編集画面。
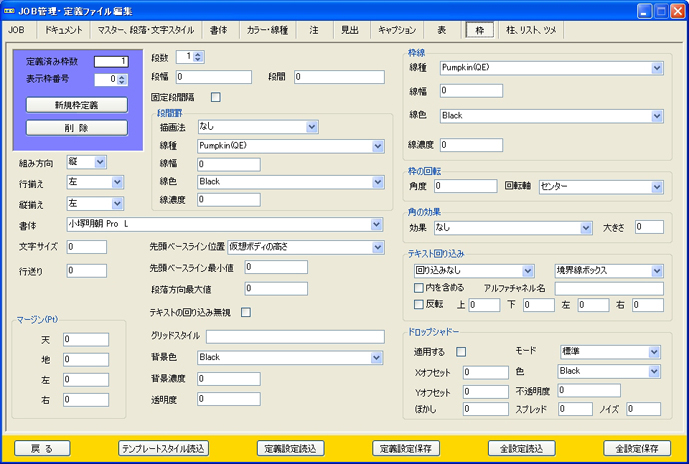
ページに作成する枠（フレーム）の属性定義。
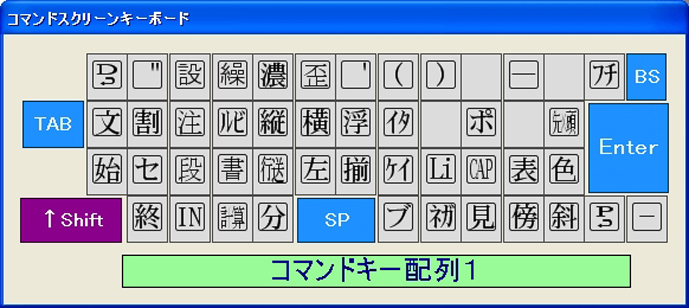
組版コマンド入力用キーボードスクリーン。
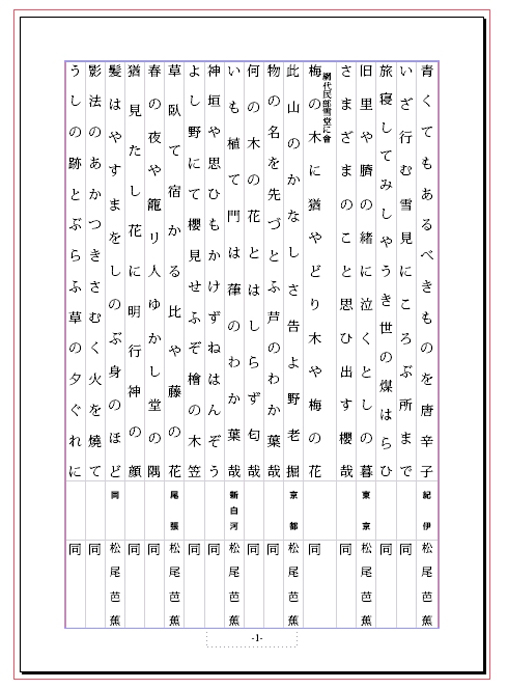
SpicyTradにて作成された俳句誌。